# David Thompson (Politiker, 1949)

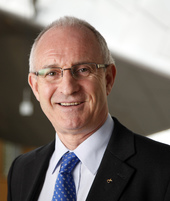
David Thompson

David „Dave“ Thompson (* 20. September 1949) ist ein schottischer Politiker und Mitglied der Scottish National Party (SNP).

## Leben
Thompson besuchte die Lossiemouth High School und erhielt eine Ausbildung in Meteorologie am Department of Trade. Ferner erwarb er ein Diplom in Verbraucherschutz und ein Higher National Certificate für Gälische Sprache.

## Politischer Werdegang
Erstmals trat Thompson bei den Parlamentswahlen 2003 zu nationalen Wahlen an. Er kandidierte im Wahlkreis Ross, Skye and Inverness West, konnte sich aber nicht gegen den Liberaldemokraten John Farquhar Munro durchsetzen. Bei den Parlamentswahlen 2007 konnte er abermals nicht das Direktmandat von Ross, Skye and Inverness West erringen, zog jedoch infolge des Wahlergebnisses als einer von sieben Kandidaten der Regionalwahlliste für die Wahlregion Highlands and Islands in das Schottische Parlament ein. Im Zuge der Wahlkreisreform 2011 wurde der Wahlkreis Ross, Skye and Inverness West aufgelöst und großteils in den neuen Wahlkreis Skye, Lochaber and Badenoch übernommen, für den Thompson bei den Parlamentswahlen 2011 antrat. Er errang das Direktmandat des neugeschaffenen Wahlkreises. Zu den Wahlen 2016 trat Thompson nicht mehr an. Seine Parteikollegin Kate Forbes hielt das Mandat für die SNP.